# Sarsinebalia typhlops
Sarsinebalia typhlops is een kreeftachtigensoort uit de familie van de Nebaliidae. De wetenschappelijke naam van de soort werd in 1870 voor het eerst geldig gepubliceerd door Georg Ossian Sars.